# Fagraea curtisii
Fagraea curtisii är en gentianaväxtart som beskrevs av George King och Gamble. Fagraea curtisii ingår i släktet Fagraea och familjen gentianaväxter. Inga underarter finns listade i Catalogue of Life.